# Ulica Henryka Sienkiewicza w Tarnobrzegu
Ulica Henryka Sienkiewicza w Tarnobrzegu – jedna z głównych ulic w Tarnobrzegu, zaczynająca się na placu im. Bartosza Głowackiego i kończąca się na granicy z wsią Stale. Jej odcinek od ul. Sikorskiego w kierunku Stalowej Woli leży w ciągu drogi wojewódzkiej nr 871. Ma 4,9 km długości.

## Wiadukt nad torami
Od końca 2010 roku realizowana była budowa wiaduktu nad linią kolejową nr 25 Łódź Kaliska – Dębica. Budowa wiaduktu nad torami jednak nie odetnie poprzedniego przejazdu przez tory, który zostanie połączony z DW871 pomocniczymi drogami włączonymi do realizowanej inwestycji. Wiadukt będzie budowlą wspartą na 8 podporach, z jednopasmową drogą i dwoma ciągami chodników. W przyszłości pod zachodnią częścią wiaduktu ma przebiegać obwodnica miasta.

## Remont
Równolegle z pracami budowlanymi na wiadukcie prowadzony jest remont istniejącej trasy od skrzyżowania z ulicą Sikorskiego do samej granicy ze Stalami. W ramach inwestycji zaplanowano wymianę nawierzchni, wymianę i montaż nowych świateł na skrzyżowaniach oraz wybudowanie po obu stronach ulicy chodników wraz ze ścieżkami rowerowymi. Również na całej długości trasy zostały pozasypywane rowy, a w ich miejsce zamontowana kanalizacja.